# Cristoforo Colombo nella cultura di massa

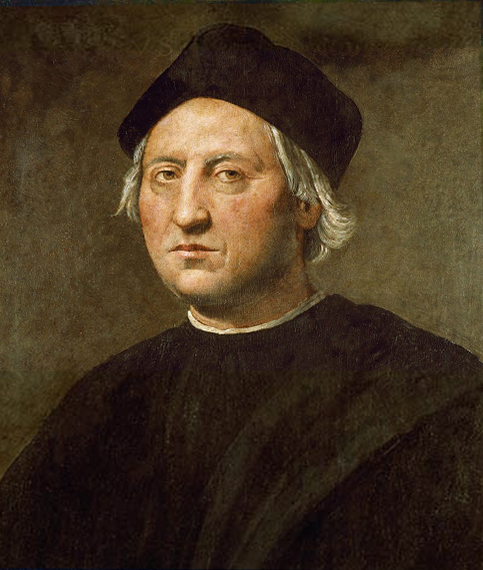
Ritratto di Cristoforo Colombo eseguito da Ridolfo Ghirlandaio, circa 1520

Cristoforo Colombo, navigatore e scopritore italiano, nato a Genova fra il 26 agosto e il 31 ottobre 1451, morto a Valladolid il 20 maggio 1506, è annoverato tra i più grandi personaggi dell'intera storia dell'umanità, è inoltre l'italiano più noto esistito al mondo. In virtù della sua straordinaria e grandiosa scoperta gli sono stati dedicati innumerevoli luoghi e ha ispirato registi, scrittori, drammaturghi e cantanti, diventando così il personaggio universale,
colui che donò un mondo al mondo. In Spagna scrissero di lui: "Castilla y León nuevo mundo dio Colón".

## Dediche e riconoscimenti
La figura di Cristoforo Colombo ha da sempre influenzato scopritori e ispirato diversi ambiti della vita quotidiana; nel corso degli anni, scoperte astronomiche, ricorrenze, strutture civili e nomi sono stati dedicati al navigatore italiano, come testimoniano ad esempio i due crateri a lui intitolati, uno di 119 km di diametro sul pianeta Marte e uno sulla Luna di 76 km di estensione. Ogni anno in molti paesi delle Americhe e in Spagna si festeggia il Columbus Day, per commemorare il giorno dell'arrivo di Cristoforo Colombo nel Nuovo Mondo, il 12 ottobre 1492. A Genova, organizzato dal Comitato Nazionale per Colombo, la domenica più vicina al 12 ottobre si tiene dal 1992 un corteo storico "I chiostri del tempo di Colombo" con un corteo di associazioni latinoamericane in costume tradizionale ed uno di gruppi storici e rappresentanze del settore marinaro che confluiscono in piazza De Ferrari per poi scendere al Porto Antico per la rievocazione dello sbarco. La Colombia deve il suo nome proprio al navigatore italiano, così come Columbus, capitale dello Stato dell'Ohio, gemellata tra l'altro con Genova, che donò una statua del navigatore posta poi davanti al Columbus City Hall.
Numerose strutture — civili e non — sono intitolate a Cristoforo Colombo; tra le varie si citano, a Genova, l'aeroporto internazionale; a Roma la più lunga strada italiana compresa in un comune unico, che collega le mura aureliane all'abitato litoraneo di Castel Fusano, nonché la stazione terminale della ferrovia Roma-Lido.
In ambito marittimo diverse Marine, militari e mercantili, hanno unità navali intitolate a Colombo: brigantini (il primo fu il Cristoforo Colombo varato nel 1843), incrociatori, navi da battaglia, una nave scuola (il veliero Cristoforo Colombo della Regia Marina) e transatlantici (come il Cristoforo Colombo costruito nel cantiere navale di Sestri Ponente).
Il 21 luglio 1937 il dittatore dominicano Rafael Truijllo istituì l'ordine cavalleresco di Cristoforo Colombo.

## Musica
- Bernardo Pasquini (1637–1710): Il Colombo ovvero L'India scoperta, la prima opera conosciuta su Colombo, composta in Italia (1690).
- Vincenzo Fabrizi: Il Colombo, o La Scoperta delle Indie, opera (1788).
- Wilhelm Friedrich Ernst Bach (1759–1845): Columbus oder Die Entdeckung Amerikas, cantata (il compositore era nipote di Johann Sebastian Bach).
- Francesco Morlacchi (1784–1841): Colombo, opera (1828).
- Ramon Carnicer i Batlle (1789-1855): Cristóforo Colombo, opera, su libretto in italiano di Felice Romani (1831).
- Gaetano Donizetti (1797–1848): Cristoforo Colombo, cantata per baritono e orchestra
- Giovanni Bottesini (1821-1889): Cristoforo Colombo, opera rappresentata al Teatro Tacón all'Avana, Cuba (1848).
- Richard Wagner (1813-1883): ouverture per il dramma di Theodor Apel Columbus (WWV 37).
- Antonio Carlos Gomez (1836 - 1896): Colombo, cantata per soli, coro ed orchestra (1892)
- Heinrich von Herzogenberg (1843–1900): Columbus, cantata drammatica (1872).
- Christopher Columbus, pastiche su musiche di Jacques Offenbach (1819–1880).
- Alberto Franchetti (1860-1942): Cristoforo Colombo, opera, rappresentata a Genova per la commemorazione del quarto centenario della scoperta dell'America (1892).
- Victor Herbert (1859-1924): Columbus Suite, Op. 35, suite programmatica (1893-1903).
- Darius Milhaud (1892-1974): Christophe Colomb, opera basata sulla pièce Le livre de Christophe Colomb del poeta Paul Claudel (1928, rivisitata nel 1968).
- Werner Egk (1901–1983): Columbus, opera radiofonica (1933).
- Sir William Walton (1902–1983): Christopher Columbus, musiche di scena (1942).
- Manuel de Falla (1876–1946): Atlàntida (completata da Ernesto Halffter), opera (1962).
- Lleonard Balada (1933): Cristòfol Colom, opera (1986); Morte di Colombo, opera (1996); Resurrezione di Colombo, opera (2012
- Karl-Erik Welin (1934-1992): Christofer Columbus (1991).
- Philip Glass (1937): The Voyage, opera (1992).
- Nel 2004 il cantautore Francesco Guccini pubblicò nel suo sedicesimo album la canzone "Cristoforo Colombo", in cui narrava il viaggio di Colombo verso l'America.

## Monumenti e memoriali dedicati a Colombo
- Buenos Aires (Argentina)
- La Paz (Bolivia)
- Barranquilla e Bogotà (Colombia)
- Guardalavaca (Cuba)
- Bremerhaven (Germania)
- Genova, Milano, Rapallo (Italia)
- Città del Messico (Messico)
- L'Arboç, Badalona, Barcellona, Granada, Moguer, Palos de la Frontera, Siviglia e Valladolid (Spagna)
- Funchal e Vila do Porto (Portogallo)
- Londra (Regno Unito)
- Santo Domingo (Repubblica Dominicana)
- Columbus, New Haven, New York e Pittsburgh (Stati Uniti d'America)

## Numismatica

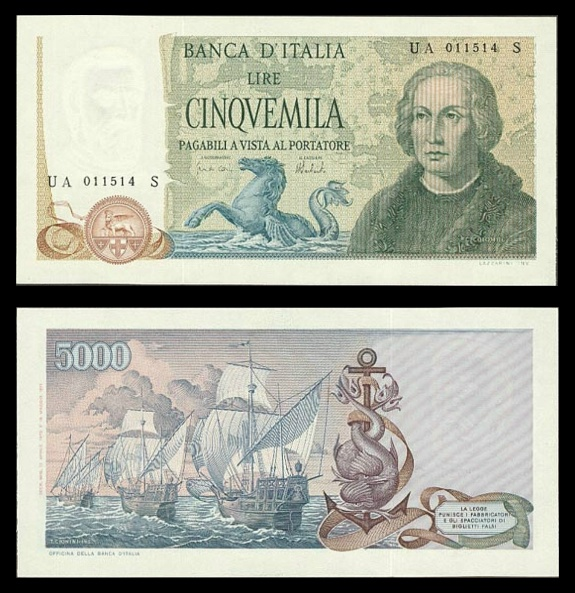
La seconda versione della banconota da 5000 lire con Cristoforo Colombo, emessa dal 1971 al 1979

Nel 2006, in occasione del 500º anniversario della morte del navigatore, San Marino ha emesso una speciale moneta da 2€. Colombo è stato raffigurato anche nei francobolli di vari paesi, nonché nella banconota da 5 000 peseta spagnola (dal 1992 al 2001), nella prima versione delle 5000 lire (emessa dal 1964 al 1971) e nella seconda (dal 1971 al 1979).

## Filmografia
- Christophe Colomb, regia di Vincent Lorant-Heilbronn - cortometraggio (1904)
- Christophe Colomb (1916) noto anche come La vida de Cristóbal Colón y su descubrimiento de América, regia del francese Gérard Bourgeois.[5]
- Cristoforo Colombo, (1937) regia dell'italiano Carmine Gallone.[6]
- Cristoforo Colombo, (1948) riguardante il primo viaggio, regia dello scozzese David MacDonald.[7]
- Il segreto di Cristoforo Colombo, (1951) regia dello spagnolo Juan de Orduña.[8]
- Cristoforo Colombo, serie televisiva del 1968 diretta dall'italiano Vittorio Cottafavi.
- Cristoforo Colombo di professione scopritore,[9] (1982), commedia diretta da Mariano Ozores.
- Cristoforo Colombo, (1985) regia di Alberto Lattuada.[10]
- Cristoforo Colombo o Alla scoperta dell'America (冒険者－THE MAN WAS FROM SPAIN－ Bōkensha －THE MAN WAS FROM SPAIN－? lett. "Avventuriero - L'uomo veniva dalla Spagna") (1991), anime frutto di una collaborazione italo-giapponese, diretto da Fumio Kurokawa e Miguel Herberg.[11].
- Nel 1992 in occasione del cinquecentenario della scoperta delle Americhe vennero prodotti diversi film tra cui 1492 - La conquista del paradiso di Ridley Scott[12] e Cristoforo Colombo - La scoperta[13] di John Glen.[14]
- Cristoforo Colombo - L'enigma, (2007) regia di Manoel de Oliveira in cui si mostra la teoria delle radici portoghesi di Colombo.[15]
- Columbus: The Lost Voyage, (2007) regia di Anna Thomson.[16]